# Sitio de Cumaná (1821)
El sitio de Cumaná fue un enfrentamiento militar sucedido durante la segunda mitad de 1821 en el contexto de la guerra de Independencia de Venezuela, entre la guarnición realista y el ejército de la República de la Gran Colombia, finalizando con la capitulación de la primera. 

## Terreno
A inicios del siglo XIX, Cumaná era la tercera ciudad más grande de la Capitanía General de Venezuela después de Caracas y Maracaibo. Según el explorador prusiano Alexander von Humboldt estaba rodeada de montañas cubiertas de bosques y la mayoría de sus residentes vivían en chozas. Era atravesada de sur a norte por el río Manzanares. Contaban con un puente para cruzarlo, pues se construyó un barrio nuevo a finales del siglo XVIII en la orilla oriental. Sus habitantes usaban como rada al golfo de Cariaco, que no era afectado por los huracanes y su único peligro era el morro Rojo, donde los barcos podían encallar. Su principal defensa era el castillo de San Antonio de la Eminencia, pero su posición era tan sólida que durante siete años los ejércitos de Mariño, Piar, Bermúdez y Urdaneta intentaron tomarla sin éxito en varias ocasiones.
François Raymond Depons, agente francés, visitó la urbe en 1802 y estimó su población en 24 000 almas. Según el viajero escocés William Alexander Walker, quien visitó Venezuela en 1822, podían ser 26 000. Estimaciones modernas hablan de 19 000 habitantes en 1810. La población de la provincia que dominaban se estimaba según un padrón de 1807 en 96 000 personas. Sin embargo, se vio reducida por la guerra. El fiscal de la Real Hacienda Andrés Level de Goda escribió para el rey Fernando VII de España un informe en 1815 donde afirmaba: «El censo de la capital de Cumaná, que tenía 16.000 almas se hizo ahora con escrupulosidad por don Manuel Rubio y sólo consta de 5.236 almas, 3.000 y pico de mujeres [sic]». A finales de 1814, el caudillo llanero José Tomás Boves había saqueado la ciudad y matado a refugiados caraqueños y patriotas locales sin piedad.

## Antecedentes
Después de su exitosa expedición que ayudó a la capitulación de la guarnición de Caracas, el general en jefe José Francisco Bermúdez fue encargado de tomar Cumaná, último bastión realista en el este venezolano, lo antes posible. En los años anteriores, después de asegurar la provincia de Guayana, Bermúdez había sido nombrado comandante general de la provincia de Cumaná y general en jefe del Ejército de Oriente con el general de división Manuel Cedeño (o Sedeño) como su segundo al mando (y al general en jefe Juan Bautista Arismendi comandante general de Margarita y al entonces coronel Agustín Armario lo dejó a cargo de la provincia de Barcelona). Esta fue una política de Bolívar para asegurar su liderazgo, buscando marginar del poder a su rival, el general en jefe Santiago Mariño.
Bermúdez fue primero a isla de Margarita para conseguir refuerzos y barcos y luego se dirigió a su objetivo. Por entonces sólo quedaban las guarniciones realistas de Cartagena de Indias, Puerto Cabello y Cumaná en la costa caribeña de Sudamérica, todas rodeadas por tierras y comunicadas únicamente por mar. Hasta ese momento, el general de brigada Agustín Armario se había limitado a hostilizar la plaza de Cumaná desde Güirintar.

## Asedio
El 17 de agosto de 1821, Bermúdez estableció su cuartel general en Los Bordones, iniciando oficialmente el asedio de Cumaná. Su escuadra queda a cargo del oficial francés Sebastián Boguier. El 23 de agosto y 24 de septiembre escribió intimaciones de rendición al gobernador realista, coronel José Caturla, quien las rechazó. Cumaná mantenía distraídas a muchas fuerzas patriotas y ofrecía un punto de apoyo a cualquier expedición española que llegara a Venezuela.
La guarnición incluía al batallón ligero Cazadores de Cachiri. Componiéndose de hasta 1500 hombres según Walker, pero Mariano Torrente los cifra en 1400 veteranos. El gaditano Pedro Tomás de Córdova los reduce a 1000.
En tierra, Bermúdez logró tomar la batería San Luis, donde instaló un cañón de a 24 libras que causó mucho daño en el castillo en la boca del río. La situación de los defensores empeoró cuando capturó la batería de San Fernando e instaló una pieza de a 18 libras, lo que llevó a que diariamente muchos oficiales se pasaran a su bando. Además, así lograron aislar a la ciudad del castillo San Carlos en la boca del río. El 27 de septiembre los patriotas se enteraron de que los monárquicos planeaban huir por mar y Boguier decidió lanzar un falso ataque por tierra y mar a San Carlos. Los realistas fueron a las trincheras para repeler las fuerzas sutiles que se aproximaban por mar. Aprovechando la distracción un grupo de 2 oficiales y 50 soldados independentistas con 2 lanchas flecheras entró en la zona llamada El Dique y capturaron tres goletas y un esquife en que planeaban escapar. El combate duró tres horas y se destacaron el comandante Domingo Román y el capitán de la caladora Cariaqueña José Fermín que cortaron y remolcaron las goletas. Después de esto, Caturla empezó a negociar.
El 2 de octubre los patriotas levantaron una batería en el destruido y olvidado fuerte Justo, instalando una pieza de a 18 libras, una de a 6 y otras de a 8 que hicieron fuego vivo. Los días 12 y 13 se levantaron dos trincheras a tiro de fusil de San Carlos para cortar definitivamente la comunicación entre el castillo y la ciudad. El 14 de octubre Bermúdez ordenó un asalto general a las defensas, pero fue rechazado por fuertes básicas.
Aislada, la guarnición de San Carlos se rinde entregando 400 prisioneros y siete lanchas flecheras el 15 de octubre por decisión del comandante del castillo, Juan Bautista Insuzarri, y del de las fuerzas sutiles, Francisco de Sales Echeverría. Perdido el control marítimo, la defensa de la ciudad se hizo insostenible y el 14 de octubre el gobernador realista acepta una capitulación honrosa que se firma al día siguiente. El 16 de octubre los soldados patriotas entran definitivamente en la urbe.

## Consecuencias
Al rendirse la ciudad se entregaron 800 soldados realistas. Los rendidos debieron salir de las defensas y entregar sus armas y los documentos de gobierno, pero se les permitió mantener sus pertenencias personales y a los realistas locales se les prometió respetar sus propiedades. Bermúdez permitió a 800 soldados peninsulares, sus familias y otros seiscientos no combatientes embarcarse con rumbo a Ponce, en la Capitanía General de Puerto Rico, en buques dados por la armada grancolombiana. Sin embargo, a Ponce sólo llegaron 4 jefes, 76 oficiales y 599 soldados. De Córdova se lamentaba que si la guarnición hubiera atacado a Bermúdez en los cercanos montes de Caplaya probablemente habrían triunfado y el asedio jamás se habría producido.
Dos días después llegó una escuadra realista mandada por el capitán Ángel Laborde con vituallas para la guarnición. El capitán general de Venezuela, mariscal de campo Miguel de la Torre, había enviado desde Puerto Cabello a la fragata Ligera y el bergantín Hércules de 44 y 22 cañones respectivamente, algunos transportes y 200 soldados. Bermúdez fue caballeroso y les permitió fondear en el puerto y varios oficiales desembarcaron para una visita amistosa. El 19 de octubre, Laborde y su Estado Mayor fueron invitados a una cena con Bermúdez. A la mañana siguiente partieron a Puerto Cabello.